# سامسونگ آی۷۵۰۰
سامسونگ آی۷۵۰۰ یا سامسونگ گلکسی یک تلفن همراه هوشمند تولید شده توسط سامسونگ است که از سیستم عامل اندروید مبتنی بر لینوکس استفاده می‌کند. این سیستم عامل توسط گوگل و اتحادیه گوشی باز خریداری و توسعه داده شد تا رقیبی آزاد برای سایر پلتفرم‌های اصلی گوشی‌های هوشمند آن زمان مانند سیمبیان، بلک‌بری او‌اس و آیفون او‌اس ایجاد کند . این سیستم عامل دارای رابط کاربری گرافیکی قابل تنظیم، ادغام با سرویس‌های گوگل مانند جیمیل ، سیستم اعلان که لیستی از پیام‌های اخیر ارسال شده از برنامه‌ها را نشان می‌دهد و اندروید مارکت برای دانلود برنامه‌های اضافی است.
این دستگاه در 27 آوریل 2009 معرفی شد و در 29 ژوئن 2009 به عنوان اولین دستگاه سامسونگ موبایل که از سیستم عامل اندروید معرفی شده در اچ‌تی‌سی دریم (که با نام T-Mobile G1 به بازار عرضه شد) استفاده می‌کرد؛ و اولین دستگاه از سری طولانی مدت گلکسی بود. این گوشی در سال 2010 توسط سامسونگ گلکسی اس جایگزین شد .